# Hyloxalus delatorreae
Hyloxalus delatorreae es una especie de anfibio anuro de la familia Dendrobatidae.

## Distribución geográfica
Esta especie es endémica de la provincia de Carchi en Ecuador. Habita entre los 2340 y 2500 m sobre el nivel del mar en el lado occidental de la Cordillera Occidental.

## Descripción
Los machos miden de 17.5 a 20.8 mm y las hembras de 19.3 a 20.5 mm.

## Etimología
Esta especie lleva el nombre en honor a la bióloga Stella de la Torre de la Universidad de San Francisco de Quito.

## Publicación original
- Coloma, 1995 : Ecuadorian frogs of the genus Colostethus (Anura: Dendrobatidae). University of Kansas Natural History Museum Miscellaneous Publication, vol. 87, p. 1-72[5]